# Plugg music
Pour les articles homonymes, voir Plug.
Sous-genres
Soft plugg, Dark plugg, vamp plugg, hyperplugg
Genres dérivés
Rage
Genres associés
Pluggnb
La plugg music, ou simplement plugg, également orthographié plug, est un sous-genre de la trap ayant émergé au milieu des années 2010 via la distribution en ligne sur la plateforme SoundCloud.
Contrairement à la trap, qui se définit par une production grandiloquente et des rythmes de charleston, le plugg est dit rêveur, décontracté, atmosphérique, spatial, aérien, minimal et accrocheur, décrit comme ayant une atmosphère générale luxuriante et jazzy, des harmonies et des mélodies multi-instrumentales éthérées et succulentes, une programmation de batterie éparse, décousue et détendue avec peu de charlestons, et des lignes de basse épaisses. Au lieu des charlestons de la trap traditionnelle, la batterie plugg utilise principalement des sauts de rythme, des cymbales crash et des caisses claires ponctuées d'accents sur des demi-temps. Comme l'a décrit un critique, le plugg est plutôt destiné à être écouté seul, « expérimenté de la manière dont il a été conçu : comme une transe d'une journée entière dans votre demeure isolée ».
Sur le plan vocal, le plugg va des rythmes instrumentaux sans voix aux chansons avec du rap ou des chants doux. Les flows de rap, utilisés dans le plugg, vont de l'agressivité à la décontraction et à la douceur.

## Étymologie
Le genre tire son nom du tag de producteur Plug! sur SoundCloud utilisé par les membres du collectif BeatPluggz depuis 2013,. MexikoDro du collectif Beatpluggz affirme que son collègue StoopidXool ou quelqu'un d'autre de Beatpluggz avait enregistré les voix pour le tag. Au début, leur tag utilisait le mot Plugs!, mais plus tard, ils l'ont raccourci en Plug !,.
Les deux variantes plugg et plug sont utilisées pour décrire le genre. D'autres noms pour le genre incluent des termes descriptifs tels que « new wave » et « smooth jazz » (à ne pas confondre avec les genres new wave et smooth jazz).

## Histoire

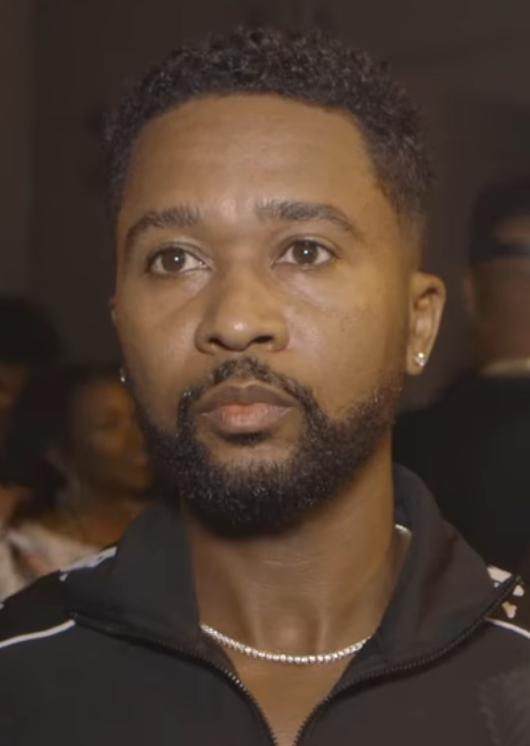
Zaytoven, qui a grandement influencé l'émergence de la plugg music.

Les origines de la plugg music remontent au style de production influencé par le gospel et la soul de Zaytoven et à d'autres influences du rap sudiste, comme OutKast, ainsi qu'à un sous-genre du hip-hop vaguement apparenté appelé Chicago bop, qui est un sous-genre euphorique et rapide de la drill. Plugg émerge d'abord vers 2013 comme un style de production cohésif du collectif appelé Beatpluggz, comprenant les producteurs MexikoDro et StoopidXool basés à Atlanta. Le plugg est inspiré par Zaytoven, Project Pat, Juicy J, Gucci Mane, le groupe de snap rap D4L et la bande originale de Paper Mario Nintendo. MexikoDro et ses collègues de Beatpluggz gagnent de l'audience via la plateforme SoundCloud, où Plugg gagne un public underground,. Plugg est décrit comme « presque ambiant et enivrant », une forte rupture avec les styles populaires de l'époque.
Depuis 2014, des rappeurs comme Playboi Carti, Rich the Kid, Diego Money, Kodak Black, Lil Yachty, Famous Dex, Yung Bans et Reese LaFlare attirent l'attention du grand public sur le plugg pour la première fois en travaillant avec Beatpluggz et en publiant des titres tels que Broke Boi (par Playboi Carti),, Plug ! (par Rich the Kid et Kodak Black, Hella O's (par Famous Dex), New Wave (par Rich The Kid et Famous Dex), Harrassin Me (par Kodak Black et Humble Haitian), Dresser (par Yung Bans), No Cap (par Yung Bans et Reese LaFlare). À peu près à la même époque, le rappeur Nebu Kiniza enregistrera son single à succès viral Gassed Up (plus tard certifié platine) sur le même beat plugg que celui utilisé dans Plug ! par Rich the Kid. Parmi eux, Carti est le premier à apprécier le style de production de Beatpluggz, et enregistre également d'autres disques plugg, tels que Money Counter, Don't Tell Nobody, Smash Pt. 2,. Malgré le succès généré par Broke Boi, Playboi Carti n'a jamais remboursé MexikoDro pour ces plugg beats, comme MexikoDro l'a prétendu plus tard dans des interviews. La question de savoir si Rich the Kid a payé pour le beat de sa chanson Plug !, qui a également été l'un des plus grands succès de plugg de l'époque, reste également incertaine.